# Nogoprządki
Nogoprządki (Embiidina syn. Embioptera syn. Embiodea) – rząd owadów liczący około 300 gatunków.
Nogoprządki są owadami małymi lub średniej wielkości prowadzącymi nocny tryb życia. Wyraźny dymorfizm płciowy. Samce są drapieżne i najczęściej posiadają dwie pary skrzydeł. Samice są roślinożerne i bezskrzydłe. Owady obu płci mają gruczoły przędne na końcach przednich nóg.
Nogoprządki żyją pod korą drzew, na gałęziach, w ściółce. Budują rurkowate oprzędy w których rozwijają się larwy. U niektórych gatunków samica opiekuje się larwami. Rozwój trwa około 10 miesięcy i odbywa się z przeobrażeniem niezupełnym.
Nogoprządki żyją wyłącznie w strefie tropikalnej i subtropikalnej, w południowej Europie występuje tylko kilka gatunków.
W zapisie kopalnym znane od kredy.